# Rivalstvo Graf i Seleš
Štefi Graf i Monika Seleš su bivše profesionalne teniserke koje su odigrale 15 mečeva. Takođe su odigrale šest Grend slem finala. Seleš je levoruka teniserka sa preciznim i jakim udarcima dok je Graf odlikovao jak forhend i precizan servis. Dana 30. aprila 1993. Ginter Parhe poremećeni obožavalac Štefi Graf kuhinjskim nožem napao je do tad prvu teniserku sveta Moniku Seleš, za vreme četvrtfinalnog meča protiv Magdalene Malejeve na turniru u Hamburgu. Taj događaj je imao veliki uticaj na ovo rivalstvo ali i slobodno se može reći na istoriju ženskog tenisa jer se Monika nikad nije oporavila i vratila tenisu kao pre toga.

## Lista mečeva
Rezultati sa mečeva VTA turnira i glavnog žreba Grend slem turnira.

### Graf–Seleš (10–5)
| Br. | Godina | Turnir                   | Podloga | Runda        | Pobednica | Rezultat       |
| --- | ------ | ------------------------ | ------- | ------------ | --------- | -------------- |
| 1   | 1989   | Rolan Garos              | Šljaka  | Polufinale   | Graf      | 6–3, 3–6, 6–3  |
| 2   | 1989   | Vimbldon                 | Trava   | 4 kolo       | Graf      | 6–0, 6–1       |
| 3   | 1989   | Brajton                  | Tvrda   | Finale       | Graf      | 7–5, 6–4       |
| 4   | 1990   | Berlin                   | Šljaka  | Finale       | Seleš     | 6–4, 6–3       |
| 5   | 1990   | Rolan Garos              | Šljaka  | Finale       | Seleš     | 7–6, 6–4       |
| 6   | 1991   | U.S. Hard Kort šampionat | Tvrda   | Finale       | Graf      | 6–4, 6–3       |
| 7   | 1991   | Hamburg                  | Šljaka  | Finale       | Graf      | 7–5, 6–7, 6–3  |
| 8   | 1992   | Rolan Garos              | Šljaka  | Finale       | Seleš     | 6–2, 3–6, 10–8 |
| 9   | 1992   | Vimbldon                 | Trava   | Finale       | Graf      | 6–2, 6–1       |
| 10  | 1993   | Australian Open          | Tvrda   | Finale       | Seleš     | 4–6, 6–3, 6–2  |
| 11  | 1995   | US Open                  | Tvrda   | Finale       | Graf      | 7–6, 0–6, 6–3  |
| 12  | 1996   | US Open                  | Tvrda   | Finale       | Graf      | 7–5, 6–4       |
| 13  | 1998   | WTA prvenstvo            | Tvrda   | Četvrtfinale | Graf      | 1–6, 6–4, 6–4  |
| 14  | 1999   | Australian Open          | Tvrda   | Četvrtfinale | Seleš     | 7–5, 6–1       |
| 15  | 1999   | Rolan Garos              | Šljaka  | Polufinale   | Graf      | 6–7, 6–3, 6–4  |

## Analiza mečeva
- Tvrda podloga: Graf, 3–2
- Šljaka: 3–3
- Trava: Graf, 2–0
- Grend slem mečevi: Graf, 6–4
- Grend slem finala: 3–3
- Završni masters mečevi: Graf, 1–0
- Fed kup mečevi: -
- Sva finala: Graf, 6–4
- Svi mečevi: Graf, 10–5

## Spoljašnje veze
- Međusobni skor Monike Seleš i Štefi Graf sajt VTA